# Kreis Neuhaus am Rennweg
Der Kreis Neuhaus am Rennweg, kurz Kreis Neuhaus/Rwg., umgangssprachlich verkürzt Kreis Neuhaus war ein Landkreis im Bezirk Suhl der DDR. Von 1990 bis 1994 bestand er als Landkreis Neuhaus am Rennweg, kurz Landkreis Neuhaus a. R., im Land Thüringen fort, dann wurde er aufgelöst. Sein Gebiet liegt heute in den Landkreisen Sonneberg und Saalfeld-Rudolstadt in Thüringen. Die Kreisstadt war Neuhaus am Rennweg. Sie liegt in 830 Metern Höhe und war somit die höchstgelegene Kreisstadt Deutschlands.

## Geographie

### Lage

#### Topographisch
Das Kreisgebiet lag in der Kammregion des (Hohen) Thüringer Schiefergebirges entlang des Rennsteigs, im oberen Schwarzatal und der Gräfenthaler Umgebung. Der Kreis Neuhaus/Rwg. war durchgehend vom Mittelgebirgsrelief bestimmt und abgesehen von den Ortslagen und einigen ortsnahen, großteils brachliegenden Ackerterrassen nahezu vollständig bewaldet. Der höchste Punkt des Kreises, der Große Farmdenkopf, ist mit 869 m ü. NN der höchste Gipfel des Thüringer Schiefergebirges und heute Speicherbecken des Pumpspeicherwerkes Goldisthal. Die Berggipfel Kieferle (867 m ü. NN) und Bleßberg (865 m ü. NN) sind fast gleich hoch. Der niedrigste Punkt des Kreises am Blechhammer an der Schwarza bei Unterweißbach im Norden des Kreisgebietes weist immer noch eine Höhe von 323 m ü. NN auf, der Talgrund der Zopte am Ortsausgang von Gräfenthal am Ostrand des Kreises liegt noch ca. 30 m und der südlichste Punkt des Kreises an der Mündung der Göritz in die Steinach etwas mehr als 200 m höher. Der westlichste Punkt des Kreisgebietes an der Hohen Heide liegt 832 m ü. NN hoch und heute an der Grenze der Landkreise Sonneberg und Hildburghausen.

#### Historisch

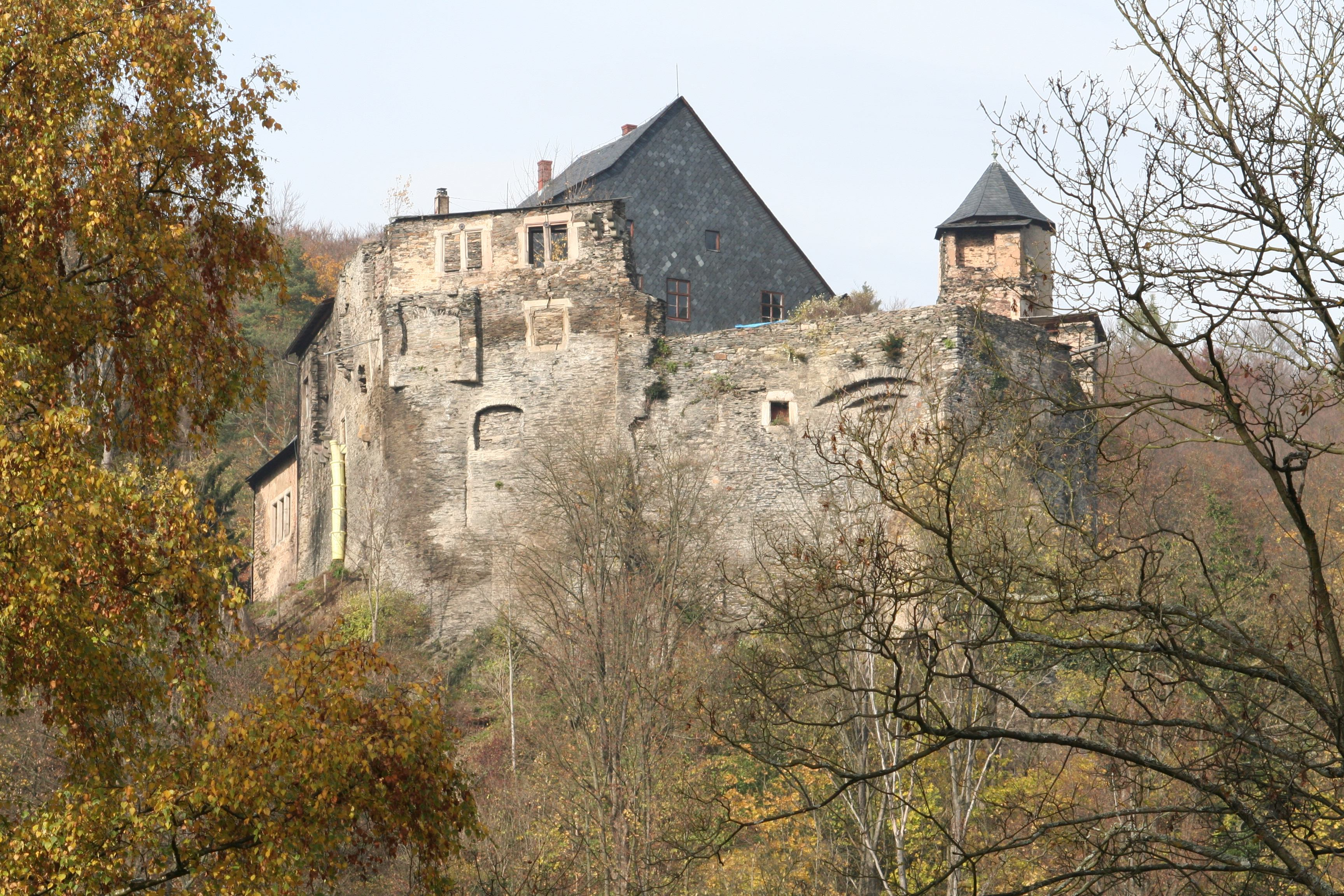
Schloss Wespenstein in Gräfenthal

In den ursprünglichen Wäldern des kleinen Kreisgebietes trafen sich die Grenzen verschiedener Länder und Herrschaften. Die nördlich des alten Grenzwegs Rennsteig gelegenen heutigen Ortsteile der Kreisstadt Neuhaus am Rennweg Schmalenbuche und Neuhaus, die Gemeinden im Schwarzatal, auf der „Raanz“ und im Lichtetal um Oberweißbach waren Teil der Oberherrschaft des Fürstentums Schwarzburg-Rudolstadt im Amt Schwarzburg, bzw. bildeten ab 1832 das Amt Oberweißbach. Die damalige Gemeinde Lauscha, der „südliche“ Neuhäuser Ortsteil Igelshieb, die Wüstung Glücksthal und die Gemeinde Steinheid waren Gemarkungen des ernestinischen Herzogtums Sachsen-Coburg, genauer des Meininger Oberlandes. Ernstthal, Spechtsbrunn, die Gemeinden an der Piesau, am Rand der Saalfelder Höhe und um den alten gräflich-orlamünder Herrschafts- und Amtssitz Gräfenthal gehörten der Herrschaft Pappenheim bzw. ab 1680 dem Herzogtum Sachsen-Saalfeld an. Sachsen-Coburg-Saalfeld wurde 1826 ohne Coburg mit dem Meininger Oberland im Herzogtum Sachsen-Meiningen vereinigt. Das Amt Gräfenthal blieb jedoch in seinen Grenzen bestehen, die Gemeinden des Oberlandes blieben dem Amt Sonneberg zugehörig. Siegmundsburg gehörte bis zum Verkauf an Sachsen-Meiningen 1772 der Herrschaft Schaumberg und damit mittelbar dem Amt Schalkau, Gericht Rauenstein, an.

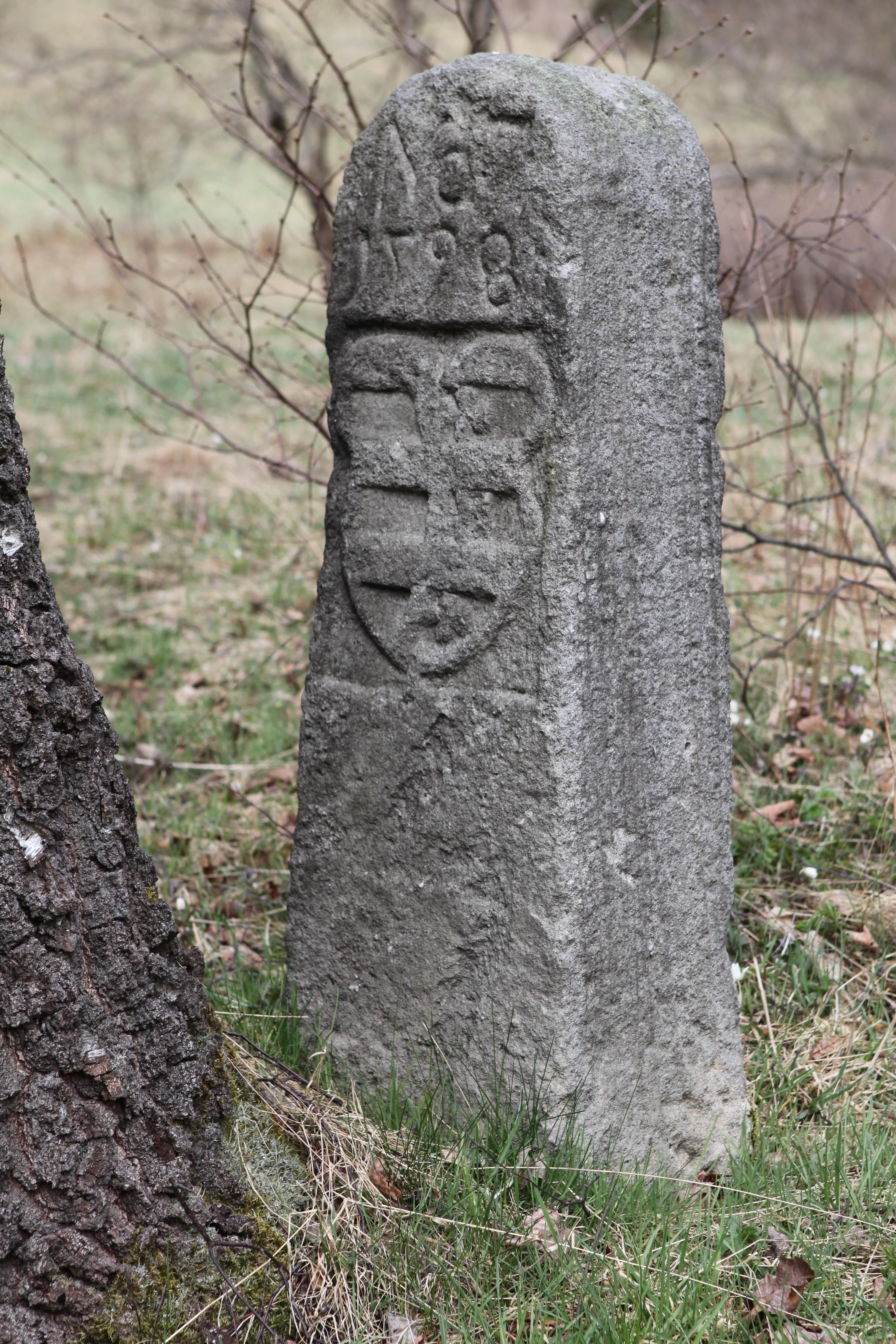
Grenzstein

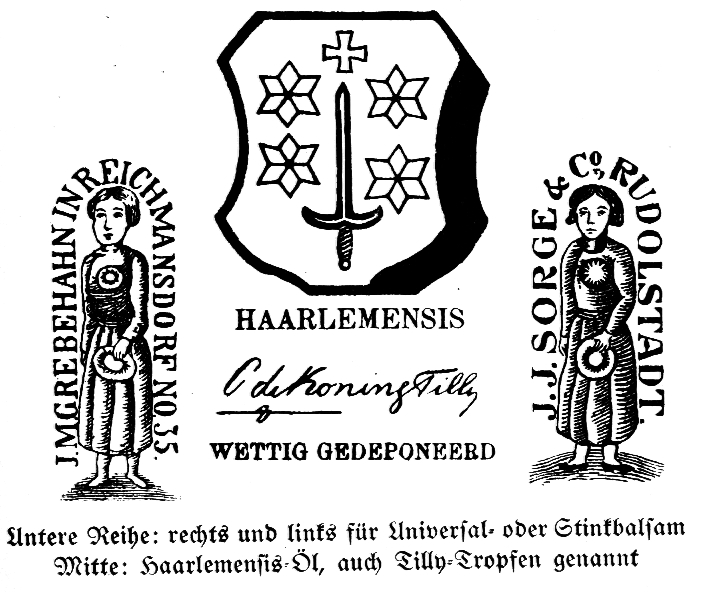
Historische Olitätenetiketten

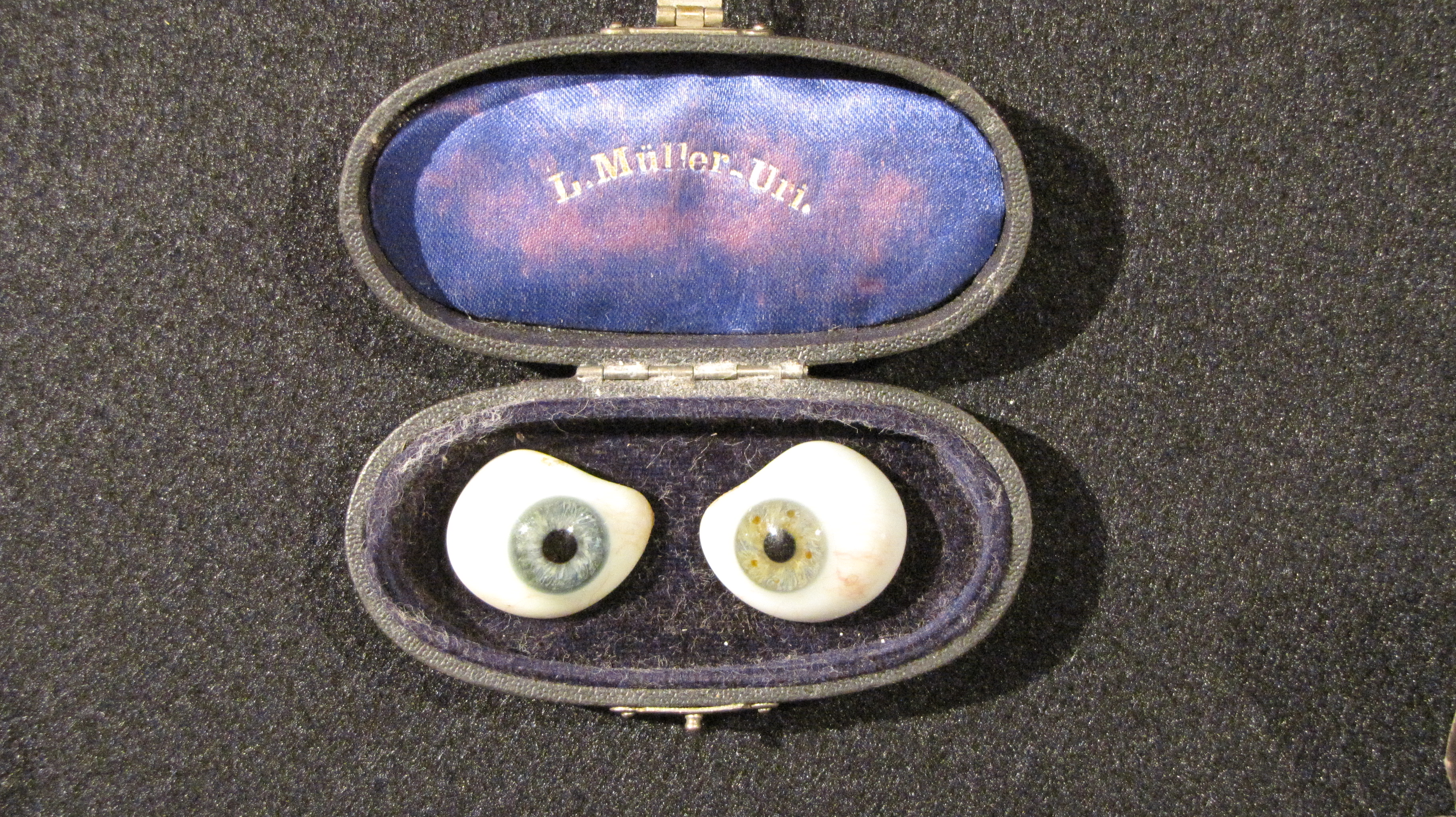
Lauschaer Kunstaugen, 1835

Durch das Kreisgebiet zog sich die Grenzlinie zwischen dem ostthüringisch-mitteldeutschen und dem südthüringisch-fränkischen Kulturraum. Die Besiedlung der gesamten Region erfolgte etwa zeitgleich in der Phase des Frühkapitalismus. Die Siedlungen entstanden aus Hammerwerken, Glas- und Eisenhütten und im Zusammenhang mit frühem Bergbau, Holzwirtschaft und Olitätenhandel. Dabei entwickelten sich früh kleinräumige Kooperationen und Geschäftsbeziehungen über die damaligen Ländergrenzen hinweg. Die geologischen Aufschlüsse der Bergleute um Steinheid und Schmiedefeld wurden von den Lauschaer Glasmachern genutzt, deren Erfindungen wiederum den Olitätenhandel beflügelten und die Porzellanindustrie etablierten. Von der beginnenden Industrialisierung profitierten Fuhrleute und verschiedene Gewerke, wie Holzfäller, Köhler, Zimmerleute etc. Zollschranken und mannigfaltige Einschränkungen gegenüber den Ausländern behinderten die wirtschaftliche Entwicklung. Andererseits konzessionierten die konkurrierenden Fürsten die entstehenden Wirtschaftszweige jeweils gleich mehrfach. Daraus entstand eine relativ gleichmäßige Verteilung mittelständischer Unternehmen auf die Ortschaften der Region, im 19. Jahrhundert ergänzt durch die Kleinstunternehmen der Heimindustrie. Die durchschnittlichen Familieneinkommen waren jedoch vergleichsweise gering, die Möglichkeiten deren Ergänzung durch Kleinlandwirtschaft aufgrund der klimatischen Bedingungen auf geringe Nutztierhaltung, wie Hühner, Kaninchen und Ziegen, beschränkt. Diese gemeinsamen Lebensumstände brachten eher eine kulturelle Zusammengehörigkeit hervor.
Dementgegen blieb die Dialektgrenze bestehen. In den Gemeinden nördlich des Rennsteigs und im alten Amt Gräfenthal werden südostthüringische Dorfdialekte mit von Ortschaft zu Ortschaft differenzierendem fränkischen Einschlag gesprochen, im Schwarzatal um Katzhütte ein südostthüringisch gefärbtes Ilmthüringisch. Im Raum Siegmundsburg-Steinheid wird das mainfränkische Itzgründische gesprochen. In Lauscha wird ein mainfränkischer Ortsdialekt gesprochen, in Ernstthal eine von diesem abstammende Variation mit südostthüringischer Färbung, ein Dialektkontinuum, das im Raum Spechtsbrunn-Piesau im Südostthüringischem und im Raum Limbach-Scheibe-Alsbach-Goldisthal im Ilmthüringischen ausläuft. Eine Lauschner Tochtermundart bildet auch das Grundsubstrat des Neuhäuser Dialektes, des Herrnhäuser, das durch den starken Zuzug in die entstehende Kreisstadt insbesondere von Arbeitskräften für das Röhrenwerk aus dem weiten Umkreis und von Spezialisten aus den Ballungszentren im 20. Jahrhundert allmählich überformt wurde.

### Wichtige Gemeinden
Die einwohnerstärksten Gemeinden waren die Kreisstadt Neuhaus/Rwg. sowie die Städte Lauscha, Gräfenthal und Oberweißbach (Reihenfolge nach Einwohnern).

Kreisstadt Neuhaus am Rennweg
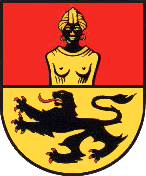
Stadt Gräfenthal
Stadt Lauscha
Fröbelstadt Oberweißbach

### Nachbarkreise
Der Kreis Neuhaus/Rwg. grenzte im Uhrzeigersinn im Nordosten beginnend an die (Land-)Kreise Rudolstadt, Saalfeld (beide Bezirk Gera), Kronach (Bayern), Sonneberg, Hildburghausen und Ilmenau (Bezirk Suhl).
| Kreis Ilmenau        |                                             | Kreis Rudolstadt                     |
| Kreis Hildburghausen | Kompassrose, die auf Nachbargemeinden zeigt | Kreis Saalfeld                       |
|                      | Kreis Sonneberg                             | Landkreis Kronach (Freistaat Bayern) |

## Geschichte

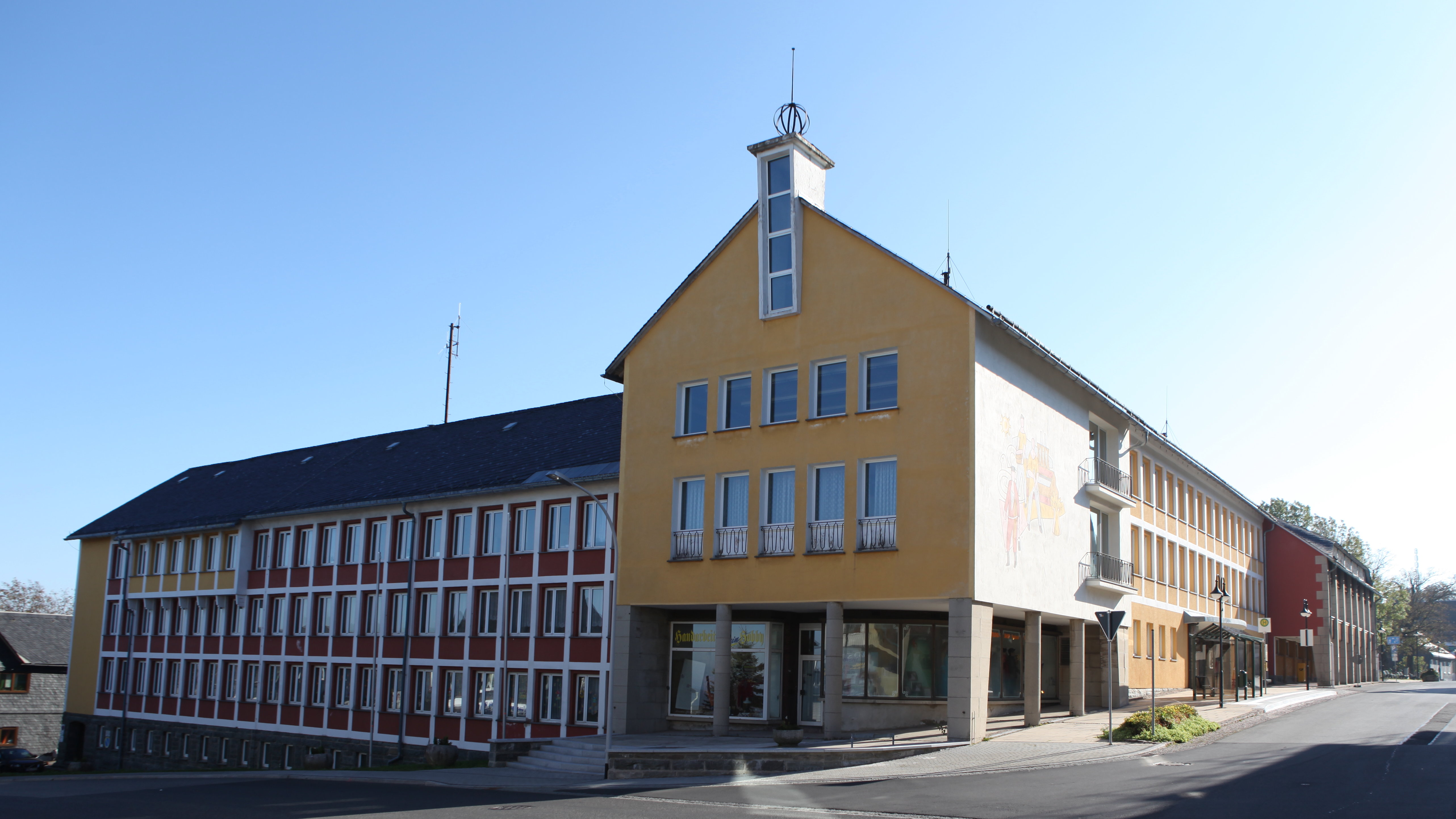
Ehemaliges Verwaltungsgebäude des Rates des Kreises Neuhaus am Rennweg, erbaut 1958–1961 (2011)

Ehemalige SED-Kreisleitung, erbaut 1974–1976 mit einem Glasbild von Volkhard Precht (2011)

Gebildet wurde der Kreis Neuhaus/Rwg. am 25. Juli 1952 aus Teilen der Landkreise Sonneberg, Rudolstadt und Saalfeld.
Am 17. Mai 1990 wurde der Kreis in Landkreis Neuhaus am Rennweg umbenannt. Der Landkreis Neuhaus a. R. gehörte bis zum Inkrafttreten des Einigungsvertrages zum Bezirk Suhl, ab dem 3. Oktober 1990 zum neu gebildeten Land bzw. ab 1993 Freistaat Thüringen.

### Wappen
| Wappen des Kreises Neuhaus am Rennweg | Blasonierung: „Im oberen Feld auf goldenem Grund ein schwarzer Doppeladler, unten vorn in Schwarz ein goldener, linksgewendeter Löwe, das hintere Feld neunmal von Schwarz und Gold geteilt, belegt mit einem schrägrechten grünen Rautenkranz.“ |
| Wappen des Kreises Neuhaus am Rennweg | Wappenbegründung: Das Landkreiswappen symbolisierte die Zugehörigkeit der Kreisteile zum Fürstentum Schwarzburg-Rudolstadt (Doppeladler) und den Ernestinischen Herzogtümern, zuletzt zu Sachsen-Meiningen (der farb- und seitenverkehrte Meißnische Löwe und der sächsische Rautenkranz). Die aus diesen beiden Ländern 1918 hervorgegangenen Freistaaten Schwarzburg-Rudolstadt und Sachsen-Meiningen gehörten zu den Gründungsmitgliedern des Landes Thüringen. |

### Landräte
- 1990–1992: Dieter Hoffmann (CDU)[6][7]
- 1992–1994: Dieter Gazda (CDU)

Am 1. Juli 1994 wurde der Landkreis aufgelöst. Der einwohnerstärkere südliche Teil mit den Städten Neuhaus am Rennweg, Lauscha und den Gemeinden Spechtsbrunn, Ernstthal, Steinheid und Siegmundsburg sowie der nordwestliche Teil mit den Gemeinden Goldisthal und Scheibe-Alsbach kamen zum Landkreis Sonneberg, der flächenmäßig größere nördliche Teil mit der Stadt Oberweißbach und den Gemeinden Mellenbach-Glasbach, Meuselbach-Schwarzmühle, Katzhütte, Cursdorf, Deesbach, Lichtenhain/Bergbahn, Unterweißbach, Meura und Lichte und die Stadt Gräfenthal mit den Gemeinden Lippelsdorf, Gebersdorf (Gräfenthal), Großneundorf, Buchbach (Gräfenthal), Lichtenhain (Gräfenthal), Piesau, Schmiedefeld (Saalfeld) und Reichmannsdorf zum Landkreis Saalfeld-Rudolstadt.  Lichte und Piesau wurden zum 1. Januar 2019 in die Stadt Neuhaus am Rennweg und damit in den Landkreis Sonneberg eingegliedert.

## Gemeinden
Dem Kreis Neuhaus am Rennweg gehörten die folgenden Gemeinden an:
| - Buchbach - Creunitz 1 - Cursdorf - Deesbach - Ernstthal - Gebersdorf - Goldisthal - Gösselsdorf 2 - Gräfenthal, Stadt - Großneundorf - Katzhütte | - Lauscha, Stadt - Leibis 3 - Lichte - Lichtenhain - Lichtenhain - Lippelsdorf - Mellenbach-Glasbach - Meura - Meuselbach-Schwarzmühle - Neuhaus am Rennweg, Stadt - Oberweißbach, Stadt | - Piesau - Reichmannsdorf - Scheibe-Alsbach - Schmiedefeld - Siegmundsburg 4 - Sommersdorf 5 - Spechtsbrunn - Steinheid - Unterweißbach |

## Infrastruktur

### Industrie
Die Orte lebten vorwiegend von der Glasindustrie und dem Tourismus. Der aus einem Telefunken-Werk hervorgegangene VEB Röhrenwerk „Anna Seghers“, später VEB Mikroelektronik Neuhaus, beschäftigte Arbeiter und Angestellte aus dem ganzen Kreisgebiet, zeitweise bis zu 3000 Mitarbeiter. Mit der Öffnung der Märkte im Zuge der Wiedervereinigung waren die Produkte der Mikroelektronik der DDR der internationalen Konkurrenz ausgesetzt und nicht mehr absetzbar, das Werk wurde geschlossen. Als Erbe der ehemaligen Kreisstadt gibt es in Neuhaus am Rennweg neben einigen Außenstellen der Kreisverwaltung Sonneberg ein Gymnasium, das Hallenbad „Am Rennsteig“ (erbaut 1980) und ein modernes Krankenhaus (fertiggestellt 1988), das heute eine qualitativ hochwertige medizinische Versorgung der Region sicherstellt.
Aus einem Eisenwerk der schmiedefelder Erzgruben der Maxhütte Unterwellenborn entstand nach Einstellung der Chamositerzförderung 1972 im Rahmen der Konsumgüterproduktion der VEB ISOKO Schmiedefeld, in dem von 1974 bis zur Wende die Wohnwagen QEK Junior produziert wurden. Daneben waren u. a. der VEB TRISOLA-Glasfaserwerk in Oberlauscha, der VEB TRISOLA-Schaumglaswerk Taubenbach, der VEB Thüringer Glasschmuck in Lauscha und in Ernstthal, der VEB Glaskunst Lauscha im VEB Kombinat Wohnraumkultur Erfurt, die Porzellan- und Keramikindustrie, wie der VEB Zierporzellan Lichte, der VEB Wallendorfer Porzellan und der VEB Zierkeramik Katzhütte, die Glühlampenherstellung im VEB NARVA Oberweißbach, die Thermometerherstellung im VEB Meßtechnik Mellenbach und die traditionelle Olitätenherstellung, gebündelt im VEB Pharmazeutisches Werk Meuselbach, der VEB Farbenfabrik Katzhütte und der VEB KEFAMA, Eisenwerk Katzhütte, von Bedeutung. In örtlichen PGH war die Herstellung weiterer kunsthandwerklicher Glaserzeugnisse, wie Figuren, Murmeln, Lichtmühlen, Glasgeräte etc. organisiert.

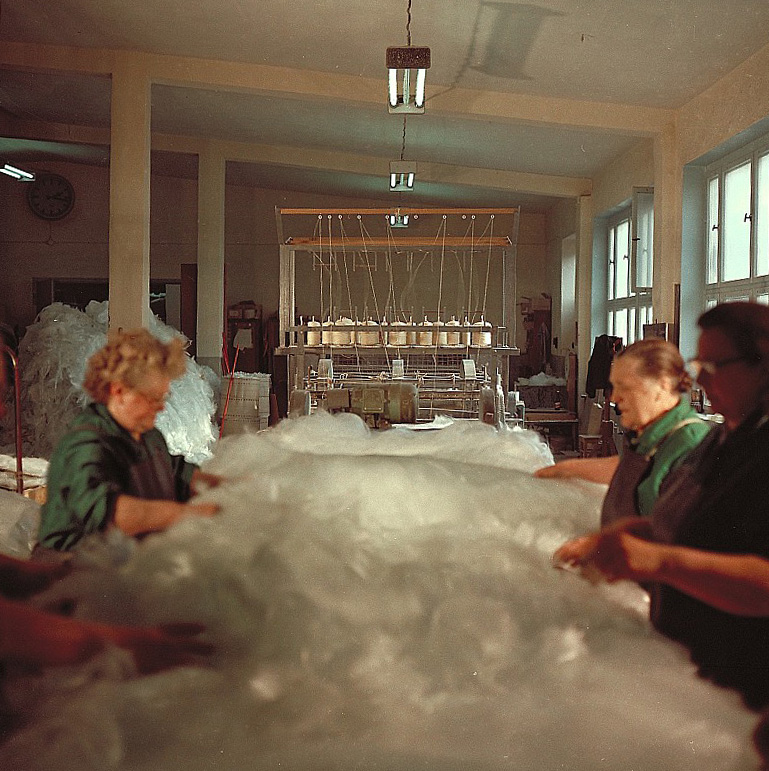
VEB TRISOLA Glasfaserwerk Lauscha 1972
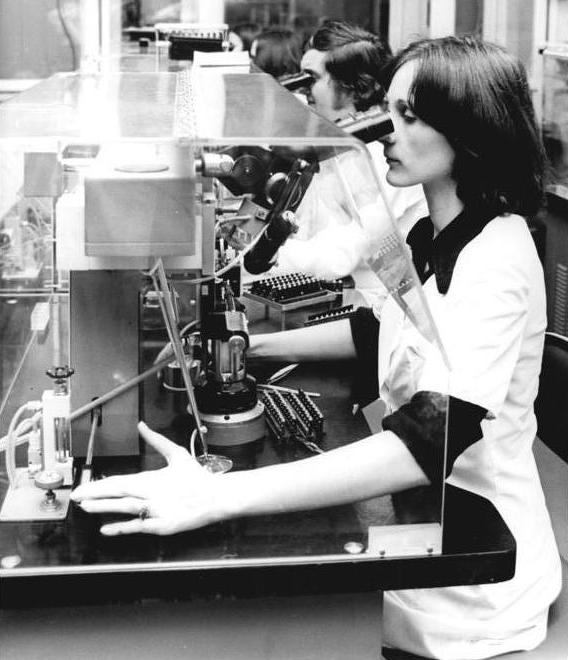
Ungarische Gastarbeiterin im VEB Mikroelektronik „Anna Seghers“ Neuhaus am Rennweg 1977
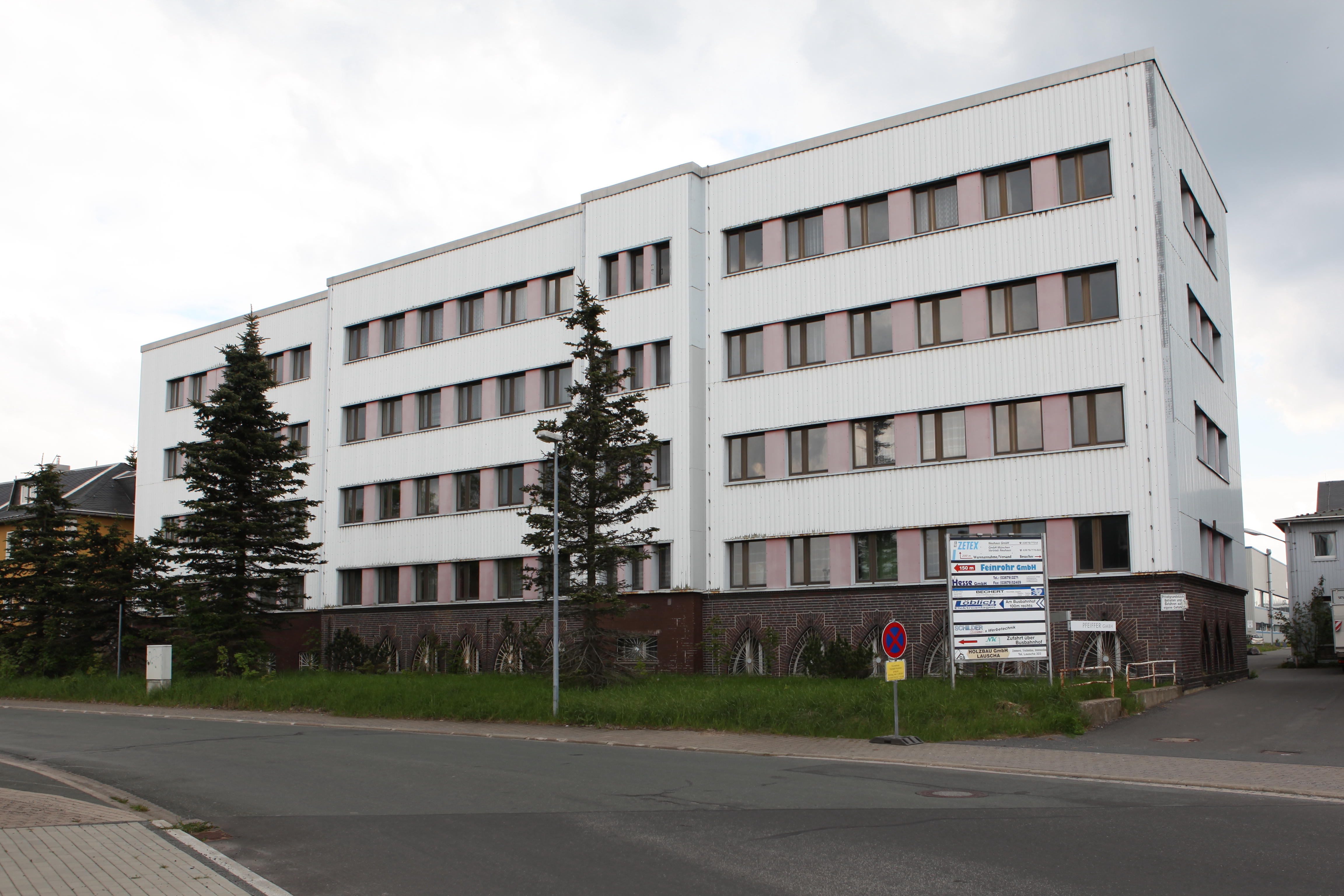
Ehemaliges Verwaltungsgebäude des Röhrenwerkes bzw. des VEB Mikroelektronik „Anna Seghers“ Neuhaus am Rennweg (2013)
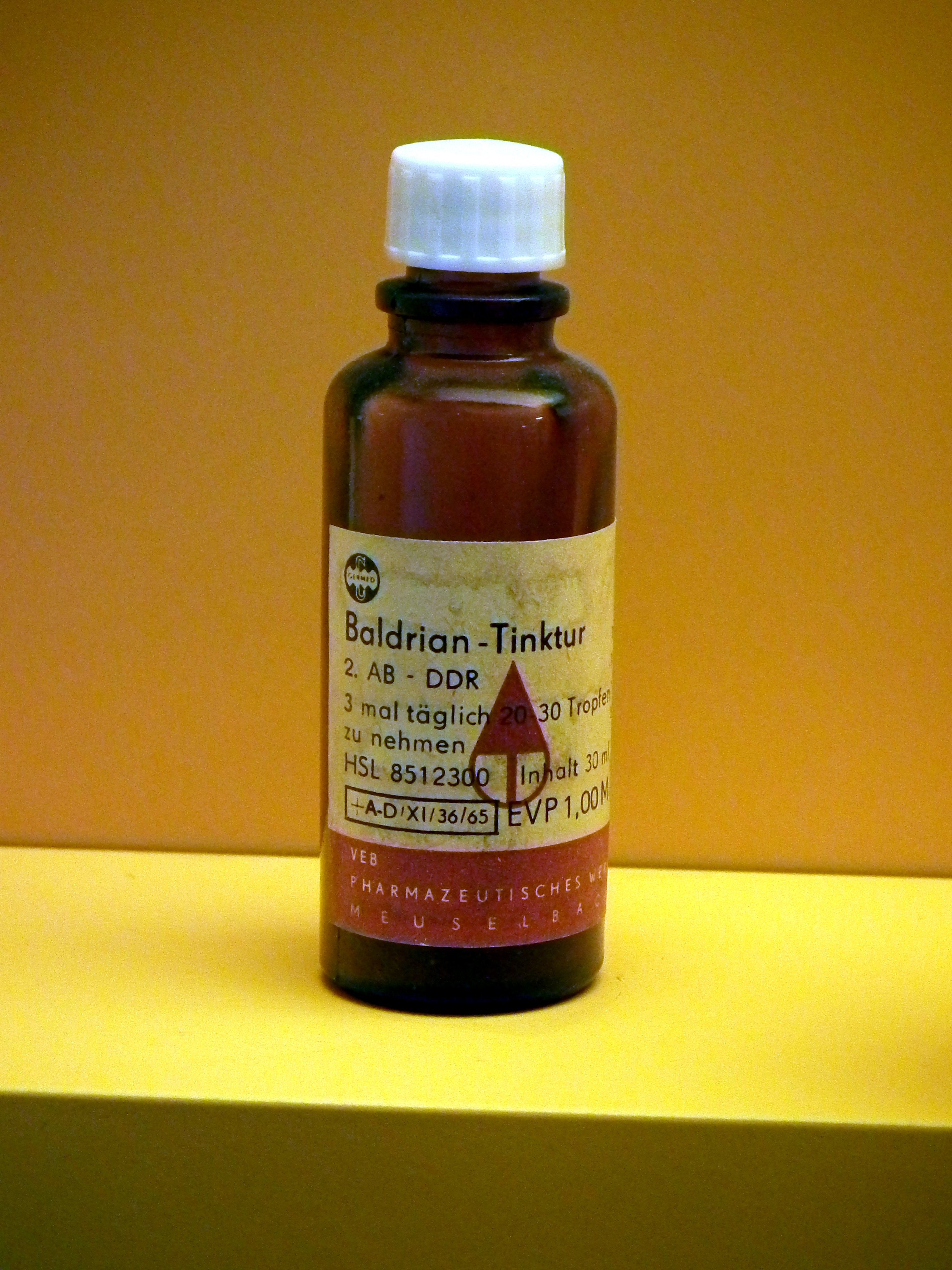
Baldrian-Tinktur vom VEB Pharmazeutisches Werk Meuselbach

### Land- und Forstwirtschaft
Die Landwirtschaft spielte eine untergeordnete Rolle. Neben vereinzelten Kleinbetrieben entwickelte sich in der LPG (T) Lichte-Oberweißbach eine wirtschaftlich nennenswerte Rinderaufzucht, 1969 ging aus der Abteilung Pferdezucht das Haflingergestüt Meura, ab 1976 VEG, hervor. Die Unmöglichkeit der Selbstversorgung mit Feldfrüchten aufgrund des rauen Gebirgsklimas führte zum Beinamen „Kustelkreis“ (Kustel = Fichtenzapfen), dem in den späten 1980er Jahren eine Freiplastik, der „Kustelbrunnen“ am Gebäude des Rates des Kreises gewidmet wurde. Größere Bedeutung hatte hingegen die Forstwirtschaft. Im Schwarzatal nahe Schwarzmühle entstand das Sägewerk Kernstal.

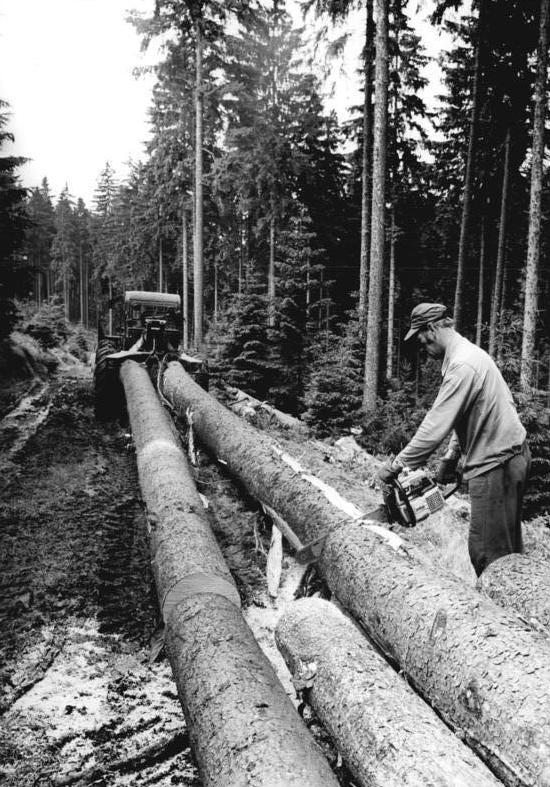
Staatlicher Forstwirtschaftsbetrieb Neuhaus am Rennweg 1981
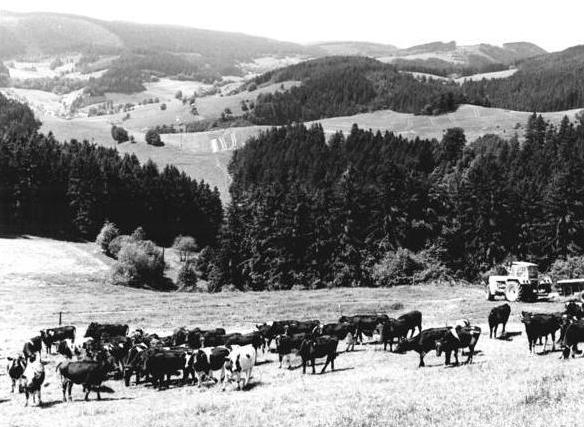
Landwirtschaft im Kreis Neuhaus am Rennweg 1983
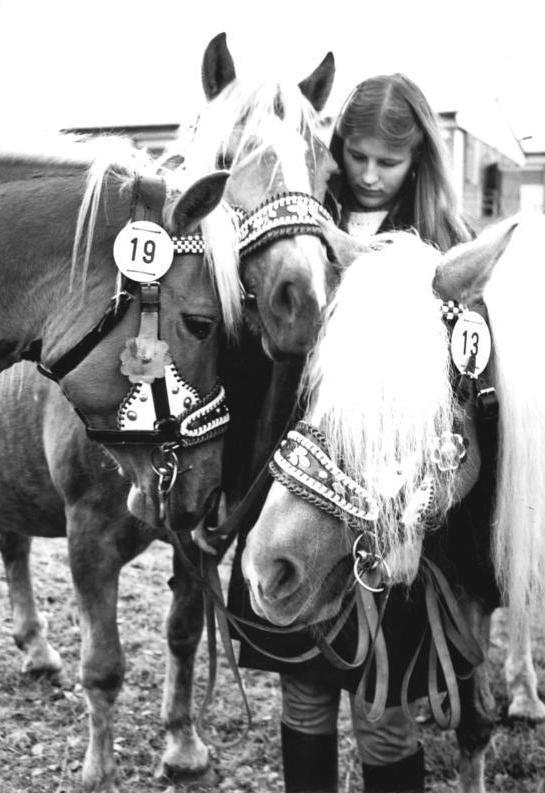
Haflingergestüt Meura 1986
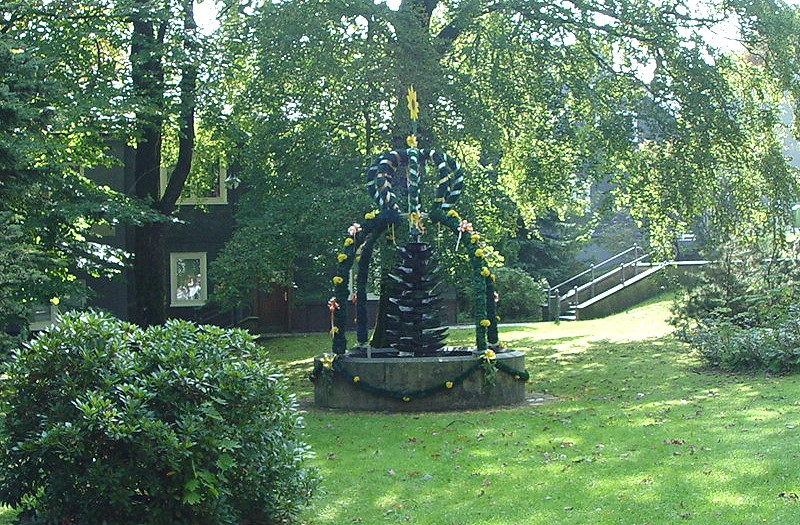
Kustelbrunnen an der ehemaligen Kreisverwaltung

### Verkehr

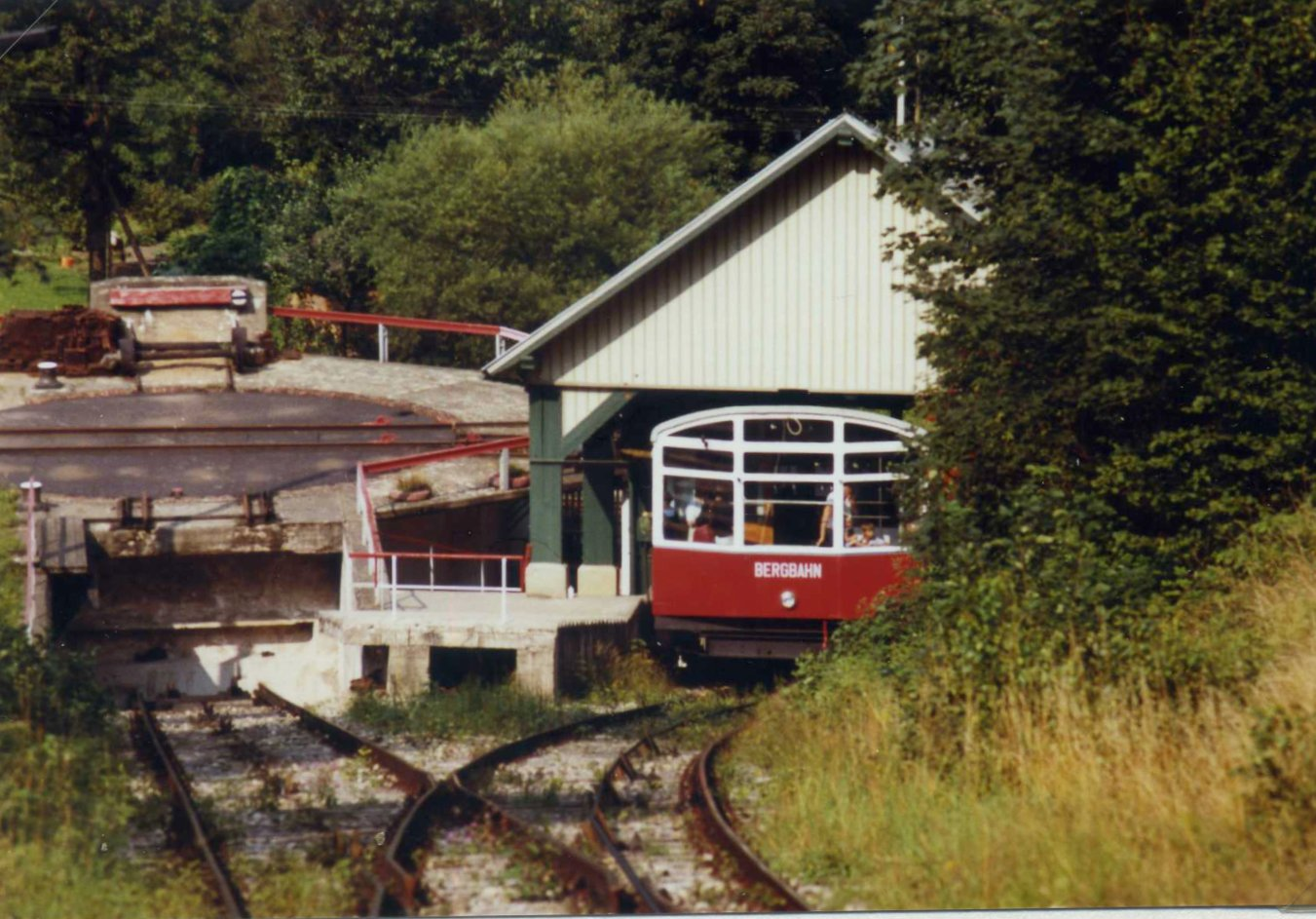
Oberweißbacher Bergbahn 1989

Die bei Eisenbahntouristen beliebten Nebenbahnstrecken Probstzella–Neuhaus am Rennweg, Sonneberg–Ernstthal am Rennsteig und Rottenbach–Katzhütte (Schwarzatalbahn) waren die Lebensadern des Kreises. Mit der Oberweißbacher Bergbahn verfügte der Kreis zusätzlich über ein touristisches Highlight. Den öffentlichen Personennahverkehr stellte der VEB Kraftverkehr Neuhaus am Rennweg sicher, der nahe dem Röhrenwerk einen im Berufsverkehr stark frequentierten Busbahnhof einrichtete und betrieb. Eine den Rennsteig und den Gebirgskamm querende Fernstraße, die heutige B 281, verband den Kreis mit der Bezirksstadt Suhl und den Kreisstädten Hildburghausen und Meiningen einerseits und dem Verkehrsknoten Saalfeld andererseits. Die Anbindung an die weit entfernten Autobahnen war schlecht. Das Kreisstraßennetz bedurfte aufgrund der strengen Winter einem hohen Unterhalt, der aber vernachlässigt wurde. Eine Sanierung erfolgte nach der Wende noch unter Verantwortung des Landkreises Neuhaus am Rennweg zügig bis in das bis dahin nahezu unzugängliche Sperrgebiet hinein mit Hilfe von Fördermitteln der EU.

### Tourismus
Das frei zugängliche Kreisgebiet war für den Binnentourismus erschlossen, der für den Kreis von hoher wirtschaftlicher Bedeutung war. Es gab eine Reihe Erholungsheime und Ferienlager. Im damaligen Sperrgebiet nahe Spechtsbrunn auf dem Brand existierte eine Ferienanlage des MfS.

### Sport

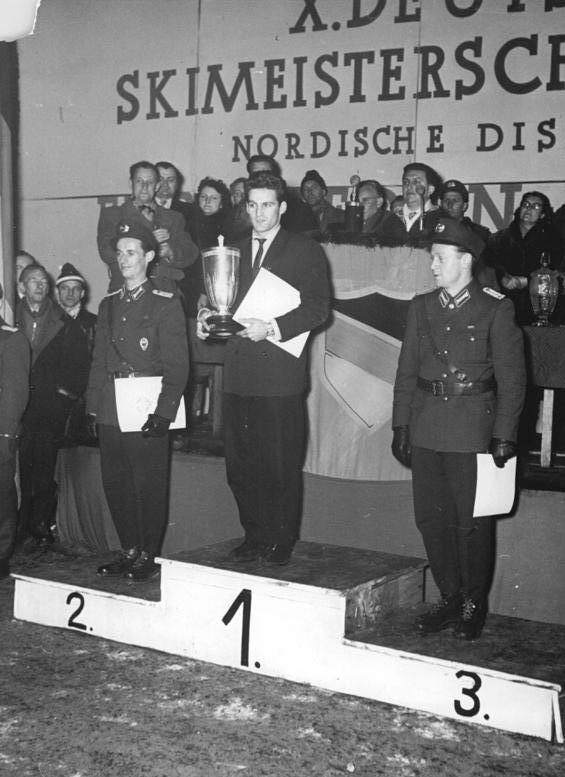
X. Deutsche Skimeisterschaften Nordische Disziplinen in Lauscha 1959

Obwohl jede Gemeinde mindestens eine Fußball-Sportgemeinschaft aufwies, erreichte keine Mannschaft langfristig höherklassige Ligen. Am erfolgreichsten war die BSG Chemie Lauscha mit Spielzeiten in der DS-Liga bzw. der II. DDR-Liga (1950–1963). Deren Sektion Wintersport, sportliche Heimat u. a. des Skisprung-National- und Bundestrainers Reinhard Heß, des Vizeweltmeisters im Skifliegen Axel Zitzmann und des Deutschen Meisters und zweimaligen Weltcup-Siegers André Kiesewetter, alle SC Motor Zella-Mehlis, richtete 1959 die X. Deutschen und 1976 und 1984 DDR-Meisterschaften in den Nordischen Disziplinen aus. Neben der Marktiegelschanze gab es im Kreis Sprungschanzen in Neuhaus am Rennweg (Bärenschanze und Schanzen im Gründle), Ernstthal (Pappenheimer Schanze, Königswiesenschanze und Schanze am Hasenrangen), Lichte-Bock und Teich (Teichschanze), Cursdorf (Riesenschanze am Rosenberg und Königstalschanzen), Steinheid (Schanzen am Teufelsgrund), Oberweißbach (Friedrich-Fröbel-Schanze) und Scheibe-Alsbach (Schanze am Friedrichshöher Steig), die alle heute nicht mehr in Betrieb sind. In der Region wurden und werden umfangreich Loipen gespurt.

### Kultur
In allen Städten und in den größeren Gemeinden, wie Ernstthal und Goldisthal, gab es Kulturhäuser in traditionellen Gasthäusern mit Saalbetrieb (Lauscha) oder Neubauten der 1950er Jahre. Im Kreiskulturhaus Neuhaus/Rwg. gastierten regelmäßig Ensemble des Theaters Rudolstadt und der Suhler Philharmonie. Die eigene Musiklandschaft gruppierte sich anfangs um das Volkstanzensemble des Röhrenwerkes „Anna Seghers“ und die Schul- und Betriebschöre. In den 1980er Jahren entstand eine Mundartrock-Amateurbandszene mit den DDR-weit bekannten Flaggschiffen Bromm Oss und Von oom. Die Glaskunst um Albin Schaedel, Volkhard Precht und Albrecht Greiner-Mai (alle NPT) hatte international überragende Bedeutung, auch die regionale Literatur um Wally Eichhorn-Nelson und die Bildkunst (Günter Dührkop) waren republikweit bekannt. Bedeutung in der Kunstwelt hatte und hat das Museum für Glaskunst Lauscha.

### Bildung
In den Städten und den größeren Gemeinden, wie Lichte, existierten Polytechnische Oberschulen mit Schulgebäuden für die Unterstufen in jeder Ortschaft. In der Kreisstadt Neuhaus/Rwg. gab es eine Erweiterte Oberschule und eine Berufsschule. Jeder Ort hatte mindestens einen Kindergarten, dessen Pionier, Friedrich Fröbel, aus Oberweißbach im Kreisgebiet stammt und dessen Andenken hier sehr lebendig gehalten wurde und wird.

### Landmarken
Der im äußersten Südwesten des Kreisgebietes gelegene Sender Bleßberg markiert heute mit rund 1060 m ü. NHN (865 m Standorthöhe + 195,1 m Turmhöhe) den höchsten künstlichen Punkt Thüringens. Der Sendeturm war und ist nicht der Öffentlichkeit zugänglich. Ein Aussichtsturm auf dem Bleßbergplateau wurde 1972 abgerissen. Seit 1997 steht auf dem Plateau ein neuer Aussichtsturm. Mit dem Fröbelturm (785 m ü. NN) bei Oberweißbach, der Meuselbacher Kuppe (786 m ü. NN) und dem Leipziger Turm (802 m ü. NN) bei Schmiedefeld wies der Kreis markante Aussichtspunkte als Wanderziele auf. Der Bornhügel (846 m ü. NN) im Stadtgebiet von Neuhaus am Rennweg beherbergt einen Wasserturm und eine meteorologische Station.

### Talsperren
Groß dimensionierte Wasserbauprojekte, die Talsperre Leibis-Lichte mit einem aufwändigen Kavernensystem und das Pumpspeicherwerk Goldisthal, wurden geplant und teilweise in Angriff genommen, jedoch alle erst nach der Auflösung des Kreises vollendet. Die Bewohner des Örtchens Leibis im Lichtetal wurden in das nahe Mellenbach neu gebaute Neu-Leibis umgesiedelt.

### Grenzanlagen
Die Südostgrenze des Kreises war Teil der innerdeutschen Grenze. Daher war der Kreis von umfangreichen Grenzsicherungsmaßnahmen betroffen. Tatsächlich wurde der unübersichtliche Grenzverlauf mehrfach zu Fluchtversuchen genutzt. In Folge des Grundlagenvertrages von 1973 wurde einige Erleichterungen eingeführt, insbesondere die Nutzung von Verkehrswegen freigegeben. Die Stadt Gräfenthal mit den Ortsteilen Meernach und Creunitz und die Gemeinden Buchbach, Lichtenhain bei Gräfenthal und Spechtsbrunn lagen jedoch weiter im Grenzsperrgebiet und waren nur Anwohnern und Inhabern eines Passierscheines zugänglich, der jeweils beim Volkspolizei-Kreisamt (VPKA) zu beantragen war. Diese Einschränkungen betrafen auch die Geburtsstation und die Chirurgie des Kreiskrankenhauses, die bis weit in die 1980er Jahre hinein in einer kleinen Klinik in Gräfenthal angesiedelt waren. Auf der dem Kieferle benachbarten Anhöhe Rittersberg (837 m ü. NN) bei Steinheid befand sich eine militärische Radaranlage. Diese und die Grenzanlagen sind heute abgebaut, unmittelbar auf dem ehemaligen Grenzstreifen an der Grenze zum Landkreis Kronach verblieb jedoch ein Restrisiko durch mögliche nicht aufgefundene Landminen.

## Kfz-Kennzeichen
Den Kraftfahrzeugen (mit Ausnahme der Motorräder) und Anhängern wurden ab 1953 die zweibuchstabige Kombination OB, von etwa 1974 bis Ende 1990 dreibuchstabige Unterscheidungszeichen, die mit den Buchstabenpaaren OM und ON begannen, zugewiesen. Die letzte für Motorräder genutzte Kennzeichenserie war OS 90-01 bis OS 99-99.
Anfang 1991 erhielt der Landkreis das Unterscheidungszeichen NH. Es wurde bis zum 30. Juni 1994 ausgegeben. Seit dem 29. November 2012 ist es im Landkreis Sonneberg erhältlich.